# Andrew Oldham

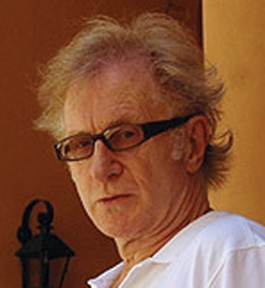
Andrew Loog Oldham

Andrew Loog Oldham (Londen, 29 januari 1944) is een oud-manager van The Rolling Stones.
Oldhams vader was Andrew Loog, een officier in de United States Army Air Force van Nederlandse komaf. Hij werd in juni 1943 in een B-17 bommenwerper neergeschoten boven het Kanaal. Zijn Australische moeder, met achternaam Oldham, was verpleegster.
Andrew Oldham was van 1963 tot 1967 producer en manager van The Rolling Stones en hielp de band bekend te worden. Hij ontsloeg Ian Stewart tegen de zin van de rest van de groep.
Oldham raakte verslaafd aan drugs en in 1965 moest hij naar een kliniek. In 1967 verkocht hij zijn deel als producer en manager aan Allen Klein. Daarna werd Jimmy Miller de producent. Hij werd door The Glimmer Twins opgevolgd.